# نيكولاس رايت (لاعب كريكت)
نيكولاس رايت (28 أغسطس 1901 - 20 مايو 1974 في المملكة المتحدة) (بالإنجليزية: Nicholas Wright)‏ هو لاعب كريكت بريطاني (وحمل سابقاً جنسية المملكة المتحدة لبريطانيا العظمى وأيرلندا).